# Нендорф (Восточная Фризия)
Нендорф (нем. Nenndorf) — община в Германии, в земле Нижняя Саксония.
Входит в состав района Виттмунд. Подчиняется управлению Хольтрим. Население составляет 716 человек (на 31 декабря 2010 года). Занимает площадь 6,86 км².
| Год  | Население |
| ---- | --------- |
| 1990 | 502       |
| 1995 | 589       |
| 2000 | 645       |
| 2005 | 690       |
| 2010 | 710       |